# 아즈사가와 츠키노
아즈사가와 츠키노(梓川月乃(あずさがわつきの))는 《따끈따끈 베이커리》에 등장하는 히로인으로, 투니버스판 이름은 성주란.

## 소개
(한국명 : 성주란) / (CV.오오츠카 치히로, 정혜옥)
빵타지아 오너(한국어명:성심호 회장)의 손녀인 세 자매중 둘째이며, 남도쿄 지점을 관리하고 있다. 회장 손녀이자 후계자 후보중 한명임에도 작은 소규모 지점의 대리를 하고있는 이유는 그녀가 정실 부인이 아닌 내연녀의 딸이기 때문이다. 사람을 보는 감각이 뛰어나며 그녀가 원규를 엄격하게 훈련시킨 것도 원규가 타고난 재능은 없지만 열정이 있으니, 잘 가르치면 쓸만한 제빵사가 될 것이라고 생각하기 때문이다.